# Koprivnica
Koprivnica er en by i det nordlige Kroatien, med et indbyggertal (2001) på ca. 31.000.
46°09′N 16°49′Ø / 46.150°N 16.817°Ø
- Wikimedia Commons har flere filer relateret til Koprivnica